# コンスタンティノス・フォルトゥニス
コンスタンティノス・"コスタス"・フォルトゥニス（英語: Konstantinos "Kostas" Fortounis, ギリシア語: Κώστας Φορτούνης, 1992年10月16日 - ）は、ギリシャ・トリカラ出身の元同国代表サッカー選手。ポジションはミッドフィールダー。アル・ハリージュ所属。

## 経歴
2003年からオリンピアコスFCのユースチームでキャリアをスタートさせ、2008年にトリカラFCに移籍し、2010年にアステラス・トリポリスFCに移籍した。2011年、ドイツの1.FCカイザースラウテルンに4年契約で移籍した。2014年7月、ユース時代を過ごしたオリンピアコスFCに移籍した。

## 代表歴
ギリシャ代表として各年代でプレー。2012年2月29日のベルギーとの親善試合でA代表デビュー。2016年3月29日のアイスランドとの親善試合で代表初得点を含む2ゴールを挙げた。

## タイトル

### クラブ
オリンピアコス
- ギリシャ・スーパーリーグ: 2014-15, 2015-16, 2016-17, 2019-20, 2020-21, 2021-22
- キペロ・エラーダス: 2014-15, 2019-20
- UEFAヨーロッパカンファレンスリーグ: 2023-24